# Formicivora acutirostris
El hormiguerito del Paraná (Formicivora acutirostris) es una especie de ave paseriforme de la familia Thamnophilidae, perteneciente al género Formicivora, anteriormente en un género monotípico Stymphalornis. Es endémico del litoral del sur de Brasil.

## Distribución y hábitat

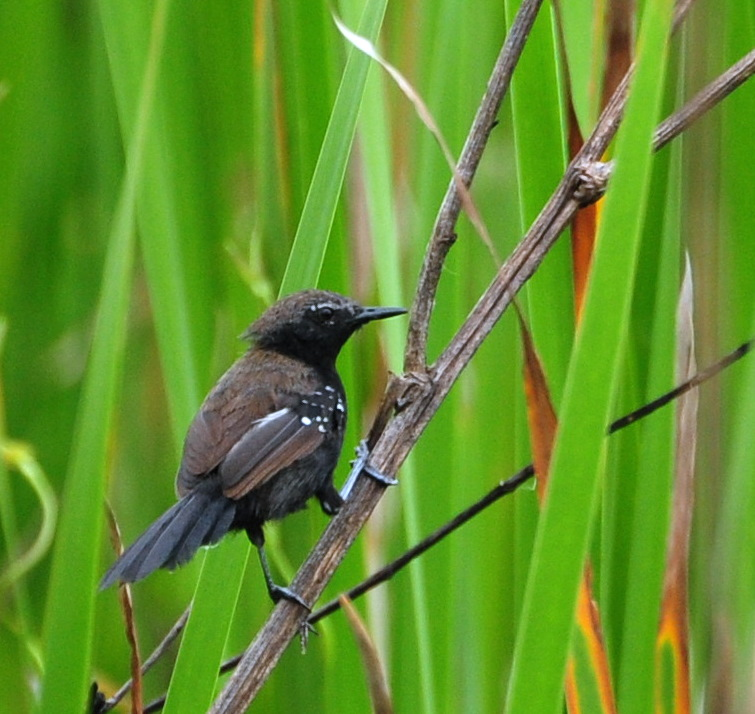
Macho de hormiguero en los pantanos de São Paulo.

Desconsiderando la distribución de F. acutirostris paludicola considerado por algunos autores como especie separada, el hormiguerito del Paraná se encuentra en el sur de Brasil, en el litoral de Paraná y extremo noreste de Santa Catarina, y localmente hacia el sur hasta el noreste de Rio Grande do Sul.
Esta especie es considerada muy local en su hábitat natural; los bañados con abundancia de totoras Typha y arbustos circundantes. Habita exclusivamente en bañados costeros dominados por vegetación palustre como Scirpus californicus y otras (especialmente Asteraceae y Poaceae) tales como pastos y arbustos.  También se encuentra en bañados ribereños, llanuras inundadas con vegetación herbácea y áreas de transición para manglares y bosques bajos inundables con substrato herbáceo. La mayoría de las localidades está sujetada a fluctuaciones periódicas del nivel de las aguas.

## Estado de conservación
El hormiguerito del Paraná había sido calificado anteriormente como amenazado de extinción por la Unión Internacional para la Conservación de la Naturaleza (IUCN) debido a que su pequeña población se presumía estar en lenta pero continua decadencia debido a la degradación y pérdida de hábitat. Su área de distribución es muy pequeña y en declinio, principalmente como resultado de la amenaza de plantas invasoras. Sin embargo, algunas de sus sub-poblaciones son bastante grandes para ser consideradas severamente fragmentadas; las más serias amenazas reales no afectarían un área de hábitat lo suficientemente grande de esta especie para que se reduzca a diez locales o menos, y la población de la especie, estimada en 5 000 a 10 000 individuos maduros, no está sufriendo fluctuaciones extremas. Por estas razones, en 2020 fue recalificada como casi amenazada.

## Sistemática

### Descripción original
La especie F. acutirostris  fue descrita por primera vez por los ornitólogos brasileños Marcos R. Bornschein, Bianca L. Reinert y Dante Luiz Martins Teixeira en 1995 bajo el nombre científico Stymphalornis acutirostris; la localidad tipo es; «Balneario Ipacaray (c. 25° 45'S; 48° 31'W), altitud 5 m; Matinhos, Paraná, Brasil.»

### Etimología
El nombre genérico femenino «Formicivora» se compone de las palabras del latín «formica»: hormiga y «vorare»: devorar; significando «devorador de hormigas»; y el nombre de la especie «acutirostris», se compone de las palabras del latín «acutos»: agudo  y «rostris»: de pico; significando «de pico agudo».

### Taxonomía
Desde la descripción original fue colocado en un género propio Stymphalornis (que se compone de las palabras del griego «stymphalis»: ave  mitológica y «ornis, ornithos»: ave) pero amplios estudios morfológicos, vocales y genético-moleculares sugieren que esta especie pertenece a Formicivora, siendo pariente próxima a Formicivora grisea, F. rufa y F. grantsaui. En la Propuesta N° 893 al Comité de Clasificación de Sudamérica (SACC) se aprobó la transferencia sugerida.
Diversos autores, como Aves del Mundo, Birdlife International y el Comité Brasileño de Registros Ornitológicos (CBRO) consideran al hormiguerito paulista (S. acutirostris paludicola) como la especie plena Formicivora paludicola.

### Subespecies
Según las clasificaciones del Congreso Ornitológico Internacional (IOC) y Clements Checklist/eBird v.2019, se reconocen dos subespecies, con su correspondiente distribución geográfica:
- Formicivora acutirostris acutirostris (Bornschein, Reinert & Teixeira, 1995) - litoral del sur de Brasil (Paraná y extremo noreste de Santa Catarina).
- Formicivora acutirostris paludicola Buzzetti, Belmonte-Lopes, Reinert, Silveira & Bornschein, 2013 - este de São Paulo, Brasil.